# Walter Granger
Pour les articles homonymes, voir Granger.
Walter Willis Granger (Middletown Springs, 7 novembre 1872-Lusk (Wyoming), 6 septembre 1941) est un paléontologue américain qui a participé à d'importantes expéditions de recherches de fossiles aux États-Unis, en Égypte, en Chine et en Mongolie.

## Biographie
Premier des cinq fils d'un agent d'assurances, Charles H. Granger et de Ada Haynes, il s’intéresse d'abord à la taxidermie et obtient à dix-sept ans un poste de taxidermiste (1890) au Muséum américain d'histoire naturelle de New York.
En 1894-1895, il participe aux campagnes de recherches dans l'Ouest américain et se passionne pour les fossiles. Il rejoint en 1896 le musée de paléontologie des vertébrés et, en 1897, lors d'une expédition dans le Wyoming découvre le site de Bone Cabin Quarry (en) près de Laramie, riche des fossiles de soixante-quatre dinosaures dont des stégosaures, des allosaures et des apatosaures.
En 1907, il part poursuivre ses travaux en Égypte dans le Fayoum où a été découvert un riche dépôt d'animaux du Cénozoïque.
Nommé conservateur adjoint du département de paléontologie, il dirige en 1921 une campagne de fouilles en Chine et en Mongolie. Sous la direction de Johan Gunnar Andersson qui a découvert le site de Zhoukoudian en 1918, il y collecte avec Otto Zdansky , de la faune fossile et le premier outil de l'Homme de Pékin (Homo erectus pekinensis). En 1922, il explore la zone des Trois Gorges et jusqu'en 1928, dirige cinq expéditions dans le désert de Gobi qui aboutissent à la découverte de nombreux dinosaures dont le vélociraptor, l'oviraptor et le protocératops.
Il devient en 1927 conservateur du musée de paléontologie des mammifères fossiles et est élu en 1932, Président du Club des explorateurs.
Époux en 1904 de Anna Deane Granger (1874-1952), il meurt sans postérité, d'une insuffisance cardiaque en 1941 lors d'une expédition dans le Wyoming. Ses cendres ont été dispersées sur la tombe de sa mère dans sa ville natale.

## Hommages
Un doctorat d'honneur lui est décerné par le Middlebury College en 1932. George Gaylord Simpson a écrit sur lui : « le plus grand collectionneur de vertébrés fossiles qui ait jamais vécu ».